# Kazakhstan
El Kazakhstan ([kazaχˈstan]) oficialment la República del Kazakhstan (Қазақстан Республикасы, Qazaqstan Respūblīkasy, o Республика Казахстан, Respúblika Kazakhstan) és un país de l'Àsia central que limita amb Rússia al nord, la Xina al sud-est, el Kirguizstan, l'Uzbekistan i el Turkmenistan al sud, i la mar Càspia a l'oest. És el novè país més extens del món. Destaca la seua situació de multietnicitat (diferents ètnies són representades en l'estat).

## Història
A la regió que actualment es coneix com a Kazakhstan, des de l'edat de pedra hi habitaren humans nòmades. Hi visqueren tribus nòmades a partir del segle i aC. Des del segle iv fins a començaments del segle xiii, el territori del Kazakhstan fou dominat per una sèrie de nacions nòmades fins que es produí la invasió dels mongols, que hi establiren un districte administratiu. Les grans ciutats medievals d'Aulie-Ata i Turquestan varen ser fundades durant aquesta època al llarg del camí septentrional de la Ruta de la Seda.
Al segle vi es formà el primer estat a la regió. Era Göktürks.
Cap al segle xvi els kazakhs van emergir com un grup diferenciat, dividit en tres tribus. Els russos van començar a avançar en l'estepa kazakh al segle xviii, i a mitjan segle xix tot Kazakhstan era part de l'Imperi rus. A partir de la segona meitat del segle xix hi va ocórrer la migració camperola des de Rússia i Ucraïna, i s'establí al nord, oest i sud-est del país. Després de la Revolució russa de 1917 i a la Guerra civil, el territori del Kazakhstan es va reorganitzar en diverses ocasions abans de convertir-se en la República Socialista Soviètica del Kazakhstan el 1936, com a part de l'URSS. Hi va romandre fins a la dissolució de l'URSS el 16 de desembre de 1991, en què proclama la seva independència.
Durant la dècada del 1930 i la del 1950 uns setanta grups ètnics es traslladaren a la regió per les polítiques soviètiques. Entre 1931-1933 el govern soviètic executà programes per a convertir en sedentaris els kazakhs que vivien com a pastors. Durant aquest mateix temps va ocórrer la fam (anomenada zhut) que provocà la disminució de la població i l'emigració a les regions veïnes, i el país perdé un 23% de la població: fou Xina la que més rebé aquesta població.
Durant la Segona Guerra mundial la República Socialista Soviètica del Kazakhstan va contribuir amb cinc divisions nacionals a les forces de la Unió Soviètica. Alguns dels seus combatents foren llorejats com a Herois de guerra, i avui en dia són venerats encara pels kazakhs.
El Kazakhstan fou el centre de diversos projectes de l'etapa soviètica, com la campanya de les Terres Verges de Khrusxov, el Cosmòdrom de Baikonur i el lloc de proves de Semipalàtinsk, centre de proves nuclears de l'URSS, avui desmantellat.
Després de la independència del país el govern del Kazakhstan portà endavant polítiques de repatriació. El resultat en fou que entre el 1991 i el 2011 entraren 860.400 kazakhs al país. Almenys el 2015 el país viu la situació de la multietnicitat, que és quan diferents ètnies són representades en l'estat. Des de la independència s'ha aconseguit una estabilitat política alhora que és un país que viola els drets humans.
Des del 1990 fins al 2016 la qualitat de vida dels habitants del Kazakhstan ha millorat, segons les dades recollides per les Nacions Unides. Des de l'any 2000 fins al 2013 hi hagué un creixement econòmic solament detingut durant el 2008 i el 2009 a causa de la crisi financera internacional. El 2006 hi hagué un conflicte entre les ètnies kazakh i uigurs a Shelek, un poble de la regió d'Almati, que comportà ferits. El 2007 n'hi hagué un altre entre kazakhs i txetxens a Malovodnoye, que comportà dos morts i sis ferits. El 2012 la població arribà a 16.757.000 habitants, en què el 54,7% és població urbana i el 45,3% rural. El 2013 es va informar que el 40% de les explotacions petrolieres són controlades per organitzacions xineses.
Un informe del 2014 de Human Rights Watch explicà que la tortura per part de les institucions policials, la falta de llibertat d'expressió, de dissentiment, de reunió i religió són elements de la pràctica de l'estat kazakh.
L'1 de gener de 2015 cofundà amb Rússia i Belarús la Unió Eurasiàtica.
El 2017 el president del país digué que seguiria complint el pacte respecte al petroli per a reduir-ne la quantitat d'extracció. En aquest any, el Kazakhstan era el principal exportador de petroli de l'Àsia central.
El gener de 2022, al país es van produir greus disturbis després d'una apujada dels preus del combustible i van fer caure el govern del país liderat pel primer ministre Askar Mamin.

## Política
El Kazakhstan és una república constitucional amb un sistema polític fortament presidencialista. El president és el cap de l'estat, i a la vegada el comandant en cap de les Forces Armades. Té poder de vet sobre la legislació aprovada pel Parlament. El president Nursultan Nazarbàiev, que ocupa el càrrec des que el Kazakhstan va declarar la seva independència, fou reelegit per a un nou mandat de set anys el 1999. El primer ministre, que governa d'acord amb els designis del president, encapçala el gabinet de ministres i és la cara visible del Govern del país. Des del juny del 2003, el càrrec és ocupat per Danial Akhmétov. El gabinet està format per tres viceprimers ministres i 16 ministres.
El Kazakhstan té un parlament bicameral, compost per una cambra baixa (els Majilis) i una cambra alta (el Senat). A les eleccions dels districtes es trien representants per a 67 escons en els Majilis. Uns altres 10 membres es trien amb un sistema diferent. Si bé els Majilis tenen facultats per a la iniciativa legislativa, la major part de la legislació considerada pel Parlament és proposada pel poder executiu.
El Senat té 39 membres. Se'n trien dos en cada assemblea electiva (Maslikhats) a les 16 principals divisions administratives del país. Els set senadors restants són seleccionats directament pel president de la república.

## Subdivisió administrativa
El Kazakhstan se subdivideix en 14 províncies (oblistar, singular - oblis) i tres ciutats (qalalar, singular - qala) marcades amb un asterisc.
1. Almati
2. Almati*
3. Akmolà
4. Aktobé
5. Nursultan*
6. Atirau
7. Baikonur*
8. Kazakhstan Oriental
9. Manguistau
10. Kazakhstan Septentrional
11. Pavlodar
12. Kharagandí
13. Kostanai
14. Khizilordà
15. Turquestan (abans Kazakhstan Meridional)
16. Kazakhstan Occidental
17. Jàmbil

## Geografia
La principal característica de la situació geogràfica del país és la seua connexió central euroasiàtica, car connecta Occident i Orient.
Amb una superfície de 2,7 milions de quilòmetres quadrats, el Kazakhstan és el novè país més extens del món i el més gran sense litoral. La seva grandària és pràcticament equivalent a l'Europa occidental. És equivalent a la grandària de l'Argentina. En el període soviètic, el Kazakhstan cedí part del territori a la Xina (l'anomenat Turquestan Oriental) i algunes zones a l'Uzbekistan (anomenada Karakalpakia). Comparteix 7.644 quilòmetres de fronteres amb Rússia, 2.330 quilòmetres amb l'Uzbekistan, 1.765 quilòmetres amb la Xina, 1.212 quilòmetres amb Kirguizstan i 413 quilòmetres amb el Turkmenistan.
Les principals ciutats en són: Nursultan, Almatí, Kharagandí, Ximkent, Atyrau, Khizilordà i Öskemen. Es troba entre les latituds 40° i 56° N i longituds 46° i 88° E. Si bé està situat principalment a Àsia, una petita porció del Kazakhstan es troba a l'oest dels Urals, a l'est d'Europa.
El país s'estén en una enorme estepa situada entre la mar Càspia i les muntanyes de l'Altai. Al sud, limita amb el desert de Kyzylkum, situat entre la mar d'Aral i l'anomenada "Estepa de la Fam" (Betpakhdalà). En canvi, al nord del país es troben els altiplans del llac Baljash i a l'oest els contraforts de les muntanyes de l'Altai i el Tien Xan. L'estepa del Kazakhstan, amb una superfície al voltant de 804.500 quilòmetres quadrats, ocupa un terç del país i és la més gran del món. Es caracteritza per grans extensions de pasturatges i zones sorrenques. Els rius i llacs més importants del país són: el mar d'Aral, el riu Ili, el riu Irtix, el riu Ixim, el riu Ural, el Sirdarià, el riu Txarin, el llac Balkhaix i el llac Zaissan.

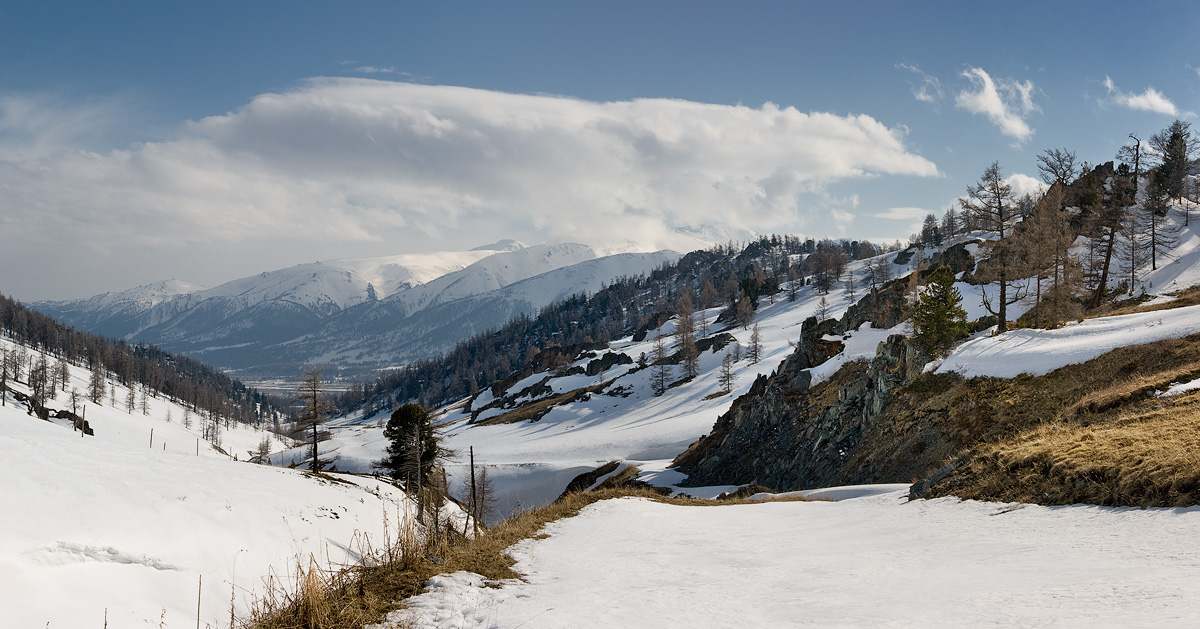
Muntanyes Altai a l'est del país

### Clima
El clima n'és continental, amb estius càlids i hiverns freds. Les precipitacions varien entre les zones àrides i les semiàrides.
El congost del Txarin té de 150 a 300 metres de profunditat i 80 quilòmetres de llarg; travessa el gres vermell de l'altiplà i s'estén al llarg del congost del riu Txarin al nord del Tian Shan ('Muntanyes Celestials', 200 km a l'est d'Almatí) a 43 ° 21'1 16" N 79 ° 4'49 28" E. La inaccessibilitat del congost creà un refugi segur per a una espècie rara de freixe que sobrevisqué a l'edat de gel i actualment es conrea també en altres àrees. El cràter Khigaix és un cràter d'impacte d'un asteroide, de 8 km de diàmetre, que s'estima que data del Pliocè o Miocè, de fa de cinc a tres milions d'anys.

## Economia
La ramaderia del Kazakhstan es concentra preferentment en les regions semidesèrtiques del sud del país i està orientada especialment a la criança de bestiar oví.
El país té grans dipòsits de petroli, carbó, ferro, manganès, crom, níquel, cobalt, coure, molibdè, plom, bauxita, or i urani, del qual és el major productor del món. És el principal exportador de petroli de l'Àsia central.

## Demografia

Composició etnolingüística de l'Àsia central, on s'hi troba el Kazakhstan, a 1992.

La població és d'uns 15.144.000 habitants i la densitat n'és molt baixa (6 hab/km²).
Destaca la varietat ètnica del país: n'hi ha unes 130 ètnies. La majoria dels habitants del Kazakhstan del 2015 són d'ètnia kazakha (64,5%) o russa (22,3%), amb petits grups d'ucraïnesos, uzbeks, alemanys, uigurs i altres minories, que en són el 13%. La dècada del 1990 estigué marcada per l'emigració de molts europeus que abandonaren el Kazakhstan per tornar als seus països d'origen. Aquest fenomen, juntament amb l'augment de la taxa de natalitat, feu que els kazakhs es convertissin en majoria en el país.
Les 12 ètnies més grans en nombre eren el 2015: els kazakhs, russos, alemanys, polonesos, uzbeks, uigurs, turcs, txetxens, ingúixos, coreans, kurds i dungans.

### Religions
Segons el cens de 2009, el 70% de la població és musulmana, 26% cristiana, 0,2% budista i el 0,1% segueix altres confessions. L'ètnia kazakha segueix majoritàriament la branca sunnita de l'islam; juntament als uigurs, txetxens, uzbeks i tàtars. La branca cristiana amb més seguidors és l'ortodoxa, amb minories pertanyent al protestantisme, catolicisme i catolicisme grec. La minoria religiosa més important del país és la jueva, mentre que els no religiosos constitueixen fins al 3% de la població.

### Idiomes
El Kazakhstan és un estat multilingüe amb dos idiomes oficials: el rus i el kazakh. Tot i això, el kazakh té el rang d'idioma "estatal", amb un 64,4% de la població nadiua, mentre que el rus és considerat idioma "oficial" i és emprat normalment en negocis i interaccions interètniques. El setembre de 2017 es començà a treballar per via legal en la transició de l'ús de l'alfabet ciríl·lic al llatí per al kazakh al Kazakhstan. El tadjik, tàtar del volga (328.000 parlants), turc, ucraïnés (898.000 parlants), uigur (300.000 parlants) i uzbek son reconeguts de forma oficial per la Llei de Llengües No. 151-1 de 1997.
Altres llengües parlades de forma nadiua al Kazakhstan son el dungan, el turc d'ili, l'ingúix, el plautdietsch i el romaní sinte; mentre que les comunitats immigrants recents hi han portat les seues: belarús, coreà, àzeri i grec.

### Educació
L'educació és obligatòria fins al nivell de secundària i el nivell d'alfabetització és del 98,8%.

## Gastronomia
La cultura gastronòmica del país continua les tradicions del passat nòmada de la regió de l'Àsia central. Aquesta dieta nòmada conté molta carn i en el cas kazakh hi ha un èmfasi diferenciador en la carn de cavall.